# PGC 2187534
LEDA/PGC 2187534 ist eine Galaxie im Sternbild Perseus am Nordsternhimmel. Sie ist schätzungsweise 939 Millionen Lichtjahre von der Milchstraße entfernt und hat einen Durchmesser von etwa 275.000 Lichtjahren. Vom Sonnensystem aus entfernt sich das Objekt mit einer errechneten Radialgeschwindigkeit von näherungsweise 20.900 Kilometern pro Sekunde.

## Galaktisches Umfeld
| Nr. | Galaxie          | Alternativname          | Rek          | Dek          | Distanz/asec |
| --- | ---------------- | ----------------------- | ------------ | ------------ | ------------ |
| →   | LEDA/PGC 2187534 | 2MASX J02394141+4149354 | 02h39m41.41s | +41d49m35.8s | 0            |
| 1   | LEDA/PGC 2187707 | 2MASX J02394516+4150124 | 02h39m45.20s | +41d50m12.8s | 55.68        |
| 2   | LEDA/PGC 2185039 | MASX J02392843+4140491  | 02h39m28.45s | +41d40m49.1s | 546.41       |
| 3   | LEDA/PGC 2188812 | 2MASX J02402964+4154010 | 02h40m29.63s | +41d54m01.3s | 600.56       |
| 4   | LEDA/PGC 2184614 | 2MASX J02394554+4139184 | 02h39m45.55s | +41d39m18.2s | 619.79       |
| 5   | LEDA/PGC 2188118 | 2MASX J02384568+415138  | 02h38m45.67s | +41d51m38.3s | 634.26       |
| 6   | NGC 1001         | PGC 10050               | 02h39m12.6s  | +41d40m18s   | 643.91       |
| 7   | LEDA/PGC 10079   | MCG+07-06-053           | 02h39m36.52s | +42d00m55.3s | 681.12       |
| 8   | NGC 999          | PGC 10026               | 02h38m47.4s  | +41d40m14s   | 824.96       |
| 9   | NGC 996          | PGC 10015               | 02h38m39.87s | +41d38m51.1s | 943.49       |